# Judas Golovlev
Judas Golovlev (russisk: Иудушка Головлёв) er en sovjetisk film fra 1933 af Aleksandr Ivanovskij.

## Medvirkende
- Vladimir Gardin som Porfirij Golovljov
- Tatjana Bulakh-Gardina som Annenka
- Nina Latonina som Ljubinka
- Jekaterina Kortjagina-Aleksandrovskaja som Ulita
- Mikhail Tarkhanov som Derunov